# Alerame Maria Pallavicini (Bischof)
Alerame Maria Pallavicini (auch Alerano Pallavicino oder Aleramo Pallavicino; * 21. Oktober 1803 in Genua; † 12. Oktober 1867 in San Michele di Pagana, Rapallo) war Weihbischof in Genua.

## Leben
Er entstammte der genuesischen Patrizierfamilie der Pallavicini und war der einzige Sohn des Marchese Antonio Pallavicini und dessen zweiter Ehefrau Maria Spinola. Im Alter von 28 Jahren trat er 1832 in den Dienst der Kurie, wurde Päpstlicher Hausprälat, Referendar und Apostolischer Protonotar. Papst Gregor XVI. übertrug ihm verschiedene kuriale Ämter sowie Aufgaben als Apostolischer Delegat. Am 13. September 1838 wurde Pallavicini zum päpstlichen Kammerherren und am 24. Januar 1842 zum Präfekten des Apostolischen Palastes ernannt.
Der Papst hatte ihn für eine Kardinalserhebung in petto vorgesehen, doch sein Nachfolger Pius IX. weigerte sich, dies zu veröffentlichen. Der Grund hierfür war, dass Pallavicini sich der Partei der „Genuesen“ von Kardinal Lambruschini angeschlossen hatte. Pallavicinis Aufgaben wurden ab dem 31. Juli 1847 vorübergehend von Giovanni Rusconi wahrgenommen, die Position eines Majordomus des päpstlichen Hauses wurde abgeschafft und stattdessen wurde die Präfektur des Apostolischen Palastes errichtet, der ein Kardinal vorzustehen hatte; dies wurde am 1. November 1848 Giacomo Antonelli.
Pallavicini wurde am 7. Juli 1848 zum Titularerzbischof von Perge ernannt und zum Weihbischof in Genua bestellt. Die Bischofsweihe spendete ihm am 10. Dezember desselben Jahres in Savona Erzbischof Giovanni Battista De Albertis. Das Amt des Weihbischofs hatte Alerame Maria Pallavicini bis zu seinem Tod inne.